# Bartolomeo Zucchi
Bartolomeo Zucchi (Monza, 1º maggio 1570 – Monza, 25 agosto 1630) è stato un presbitero, storico e letterato italiano.

## Vita e opere
Bartolomeo Zucchi dedicò la sua attività di scienziato e di storico soprattutto alla sua città di Monza: scrisse, tra le altre, opere sulla storia della Corona ferrea (sostenendo con convinzione che in essa, come voleva la tradizione, vi fosse uno dei chiodi della Passione di Gesù), sulla regina Teodolinda e su san Gerardo dei Tintori.
Lo Zucchi intrattenne per un certo periodo un rapporto epistolare con suor Maria Virginia de Leyva, più nota come "la Monaca di Monza", interrompendolo quando il comportamento immorale di quest'ultima divenne di dominio pubblico.
Alla sua morte, lo Zucchi lasciò i suoi beni in eredità ai Gesuiti perché fondassero una scuola per i giovani poveri e meritevoli.
Il Liceo Ginnasio B. Zucchi, nel centro storico della città, è tuttora uno dei più rinomati istituti scolastici di Monza e Brianza, nonché nella stessa Monza; a suo nome sono anche intitolate una strada e una Scuola Secondaria di Primo Grado.

## Opere
- Giustino historico illustre, ne le historie esterne di Trogo Pompeo, tradotto dal Sig. Bartolomeo Zucchi, da Monza, Venezia, presso il Muschio, 1590.
- Idea del segretario, Venezia, Compagnia Minima, 1600.
- L'Historia della serenissima Theodelinda reina de Longobardi, per l'herede di Pacifico Pontio, e Gio. Battista Piccaglia stampatori della Corte Archiepiscopale, 1613.
- Historia della corona ferrea de Longobardi, Milano, 1619.